# Church Stretton
Church Stretton este un oraș în comitatul Shropshire, regiunea West Midlands, Anglia. Orașul se află în districtul South Shropshire.